# Publio Pasidieno Firmo
Publio Pasidieno Firmo (en latín Publius Pasidienus Firmus) fue un senador romano del siglo I, que desarrolló su carrera bajo Claudio y Nerón.  

## Carrera
Su primer cargo conocido fue el de procónsul de la provincia Bitinia y Ponto entre 45 y 47, bajo Claudio. Su carrera culminó como consul suffectus entre junio y agosto de 65, bajo Nerón.

## Descendencia
Su hijo fue Lucio Pasidieno Firmo, consul suffectus en 75, bajo Vespasiano.